# Sacra Corona Unita

Sacra Corona Unita és una organització criminal mafiosa de la regió de la Pulla al sud d'Itàlia, i especialment activa a la seva capital, Bari. És relativament recent: va néixer la dècada de 1980.

Localització de la regió de la Sacra Corona Unita